# 個人氣象站

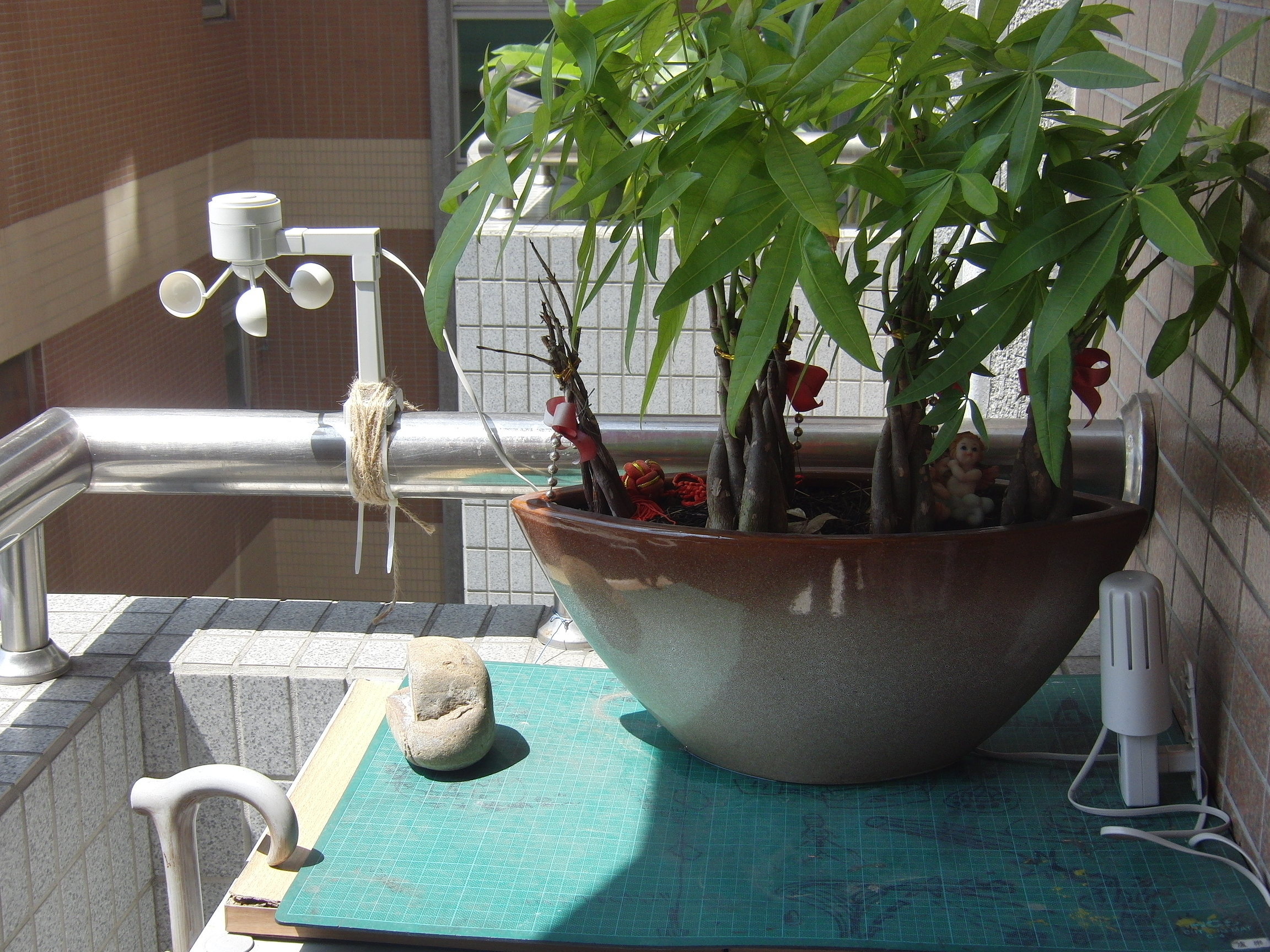
個人氣象站。左方欄杆上為風速計，右側白色盒子為氣象數據收集器、記錄器與發射器。

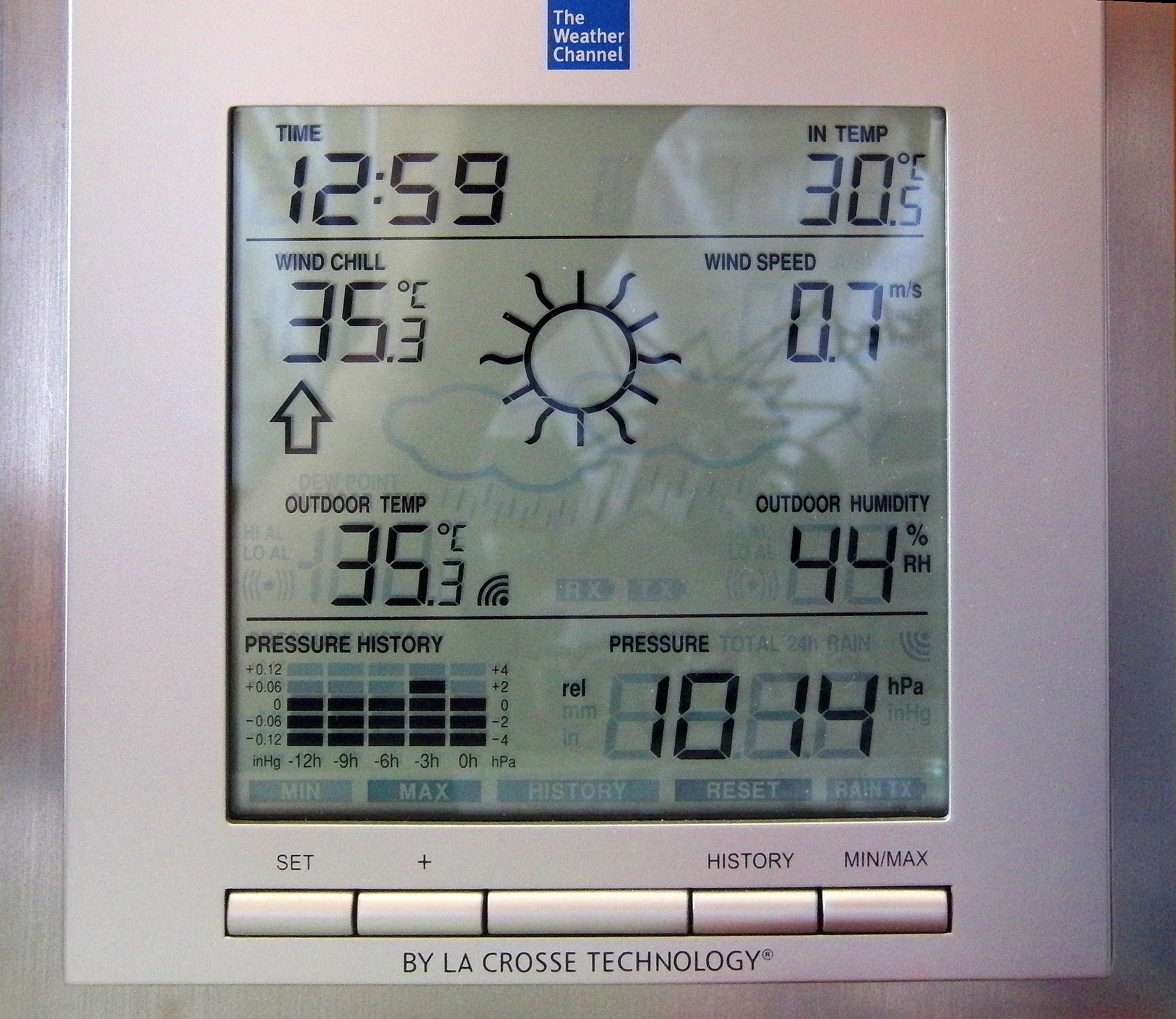
個人氣象站操作介面。

個人氣象站（英語：personal weather station，簡寫 ）是由非氣象專門機構所操作使用的氣象測量儀器。使用者可能為個人、俱樂部及協會等基於興趣而業餘使用，或例如農場等基於業務經營的需要而使用。個人氣象站的質量和數量差異很大，在於如何安置儀器，到獲取準確資料，或有意義和可比較的數據，也可以是差異很大。
典型的儀器包括風速儀、風向標、溫度計、濕度計（獲得相對濕度）、晴雨表和雨量計。更先進的站也可以測量紫外線指數、太陽輻射、葉面濕度、土壤水分、土壤溫度和池塘、湖泊、小溪、河流的水溫與其他數據。今天的個人氣象站也通常涉及數碼化數據收集。這些氣象站可接駁到個人電腦中，數據可顯示、儲存並上傳到網站或數據分析系統之中。
個人氣象站除了可供教育用途外，更是作為業餘興趣者的裝置，但許多個人氣象站也與他人分享他們的數據，通過使用互聯網或業餘無線電分享成果。公民天氣觀測計劃是個人提交的數據，通過使用軟件，透過互聯網或業餘無線電傳送予國家氣象局作為的天氣或氣候預測模型。